# 圣女巴比诺圣殿
圣女巴比诺圣殿（Basilica di santa Balbina all'Aventino）是一座天主教宗座圣殿，位于意大利罗马圣萨巴区巴切利路（via Baccelli），靠近南部城墙，毗邻卡拉卡拉浴场。
现任枢机为埃斯特戈姆总主教埃尔德·伯多禄。此前教宗已任命多名匈牙利籍枢机主教领导这个领衔堂区，包括贝德马尔侯爵阿方索·德拉奎瓦和弗朗西斯科·希梅内斯·德·西斯内罗斯。枢机也推荐匈牙利朝圣者参观该堂，并说，他感到对该建筑的特殊责任。

## 历史
此处的教堂最初建于4世纪，建于罗马元老卢修斯·法比尤斯·西洛府邸的原址。大约在公元600年，教宗額我略一世将其献给圣女巴比诺。自那时以来，它经历了许多改建，包括教宗額我略三世在751年，教宗保禄二世在1464年，以及庞佩奥·阿里戈尼枢机在1600年。该堂最初属于奥斯定会，但在17世纪末教宗依諾增爵十二世将其交给那不勒斯教区的神父。
毗邻的修道院有一个中世纪防御塔。教堂内有一把非常精致的主教椅，有13世纪的装饰。该堂在1930年代修复时发现侧面墙上的9-14世纪壁画。1599年，阿纳斯塔西奥·丰特布奥尼画了后殿和胜利拱门上的巴洛克壁画。胜利拱门画的是圣保禄和圣伯多禄的人像，而后殿画的是圣女巴比诺和其他殉道者。
1270年，第一位匈牙利枢机斯德望安葬在教堂里。 另一位13世纪匈牙利籍神职人员、帕福斯主教保禄，在圣尼各老堂立了一个祭台。祭台和墓后来都消失了，只留下一块牌子作为纪念。
在修复过程中还发现了一个古代石棺。它现在用于洗礼。

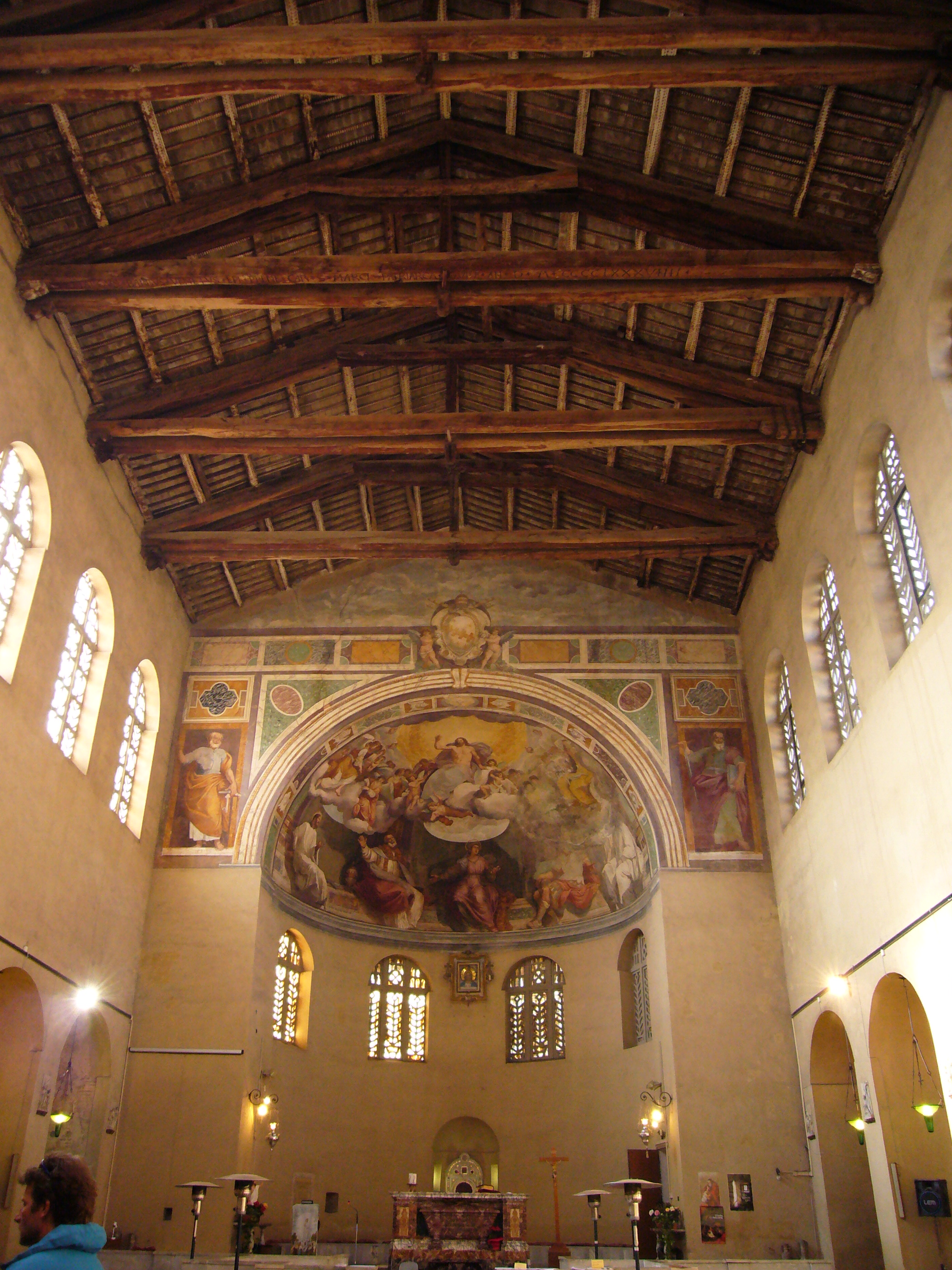
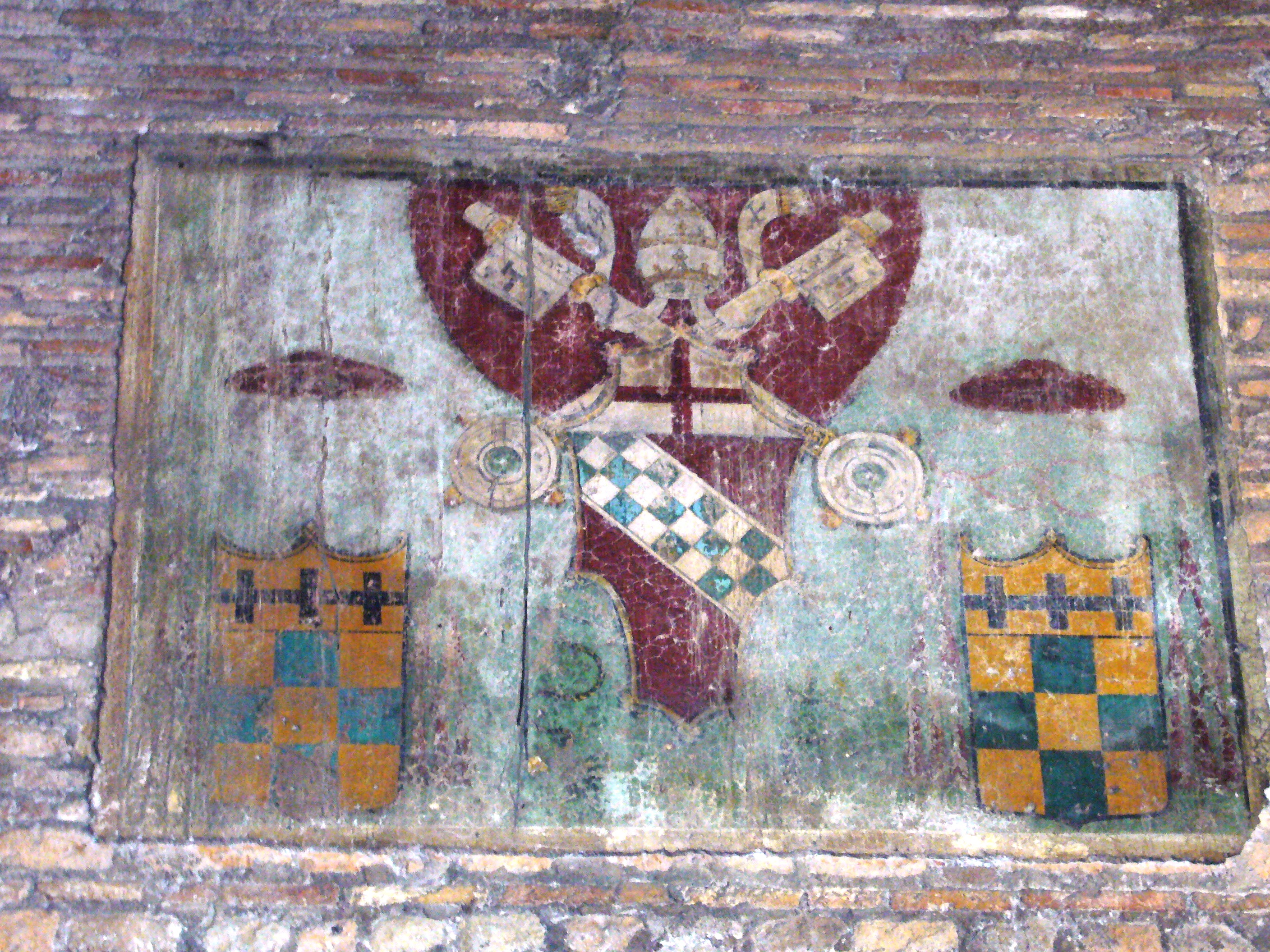
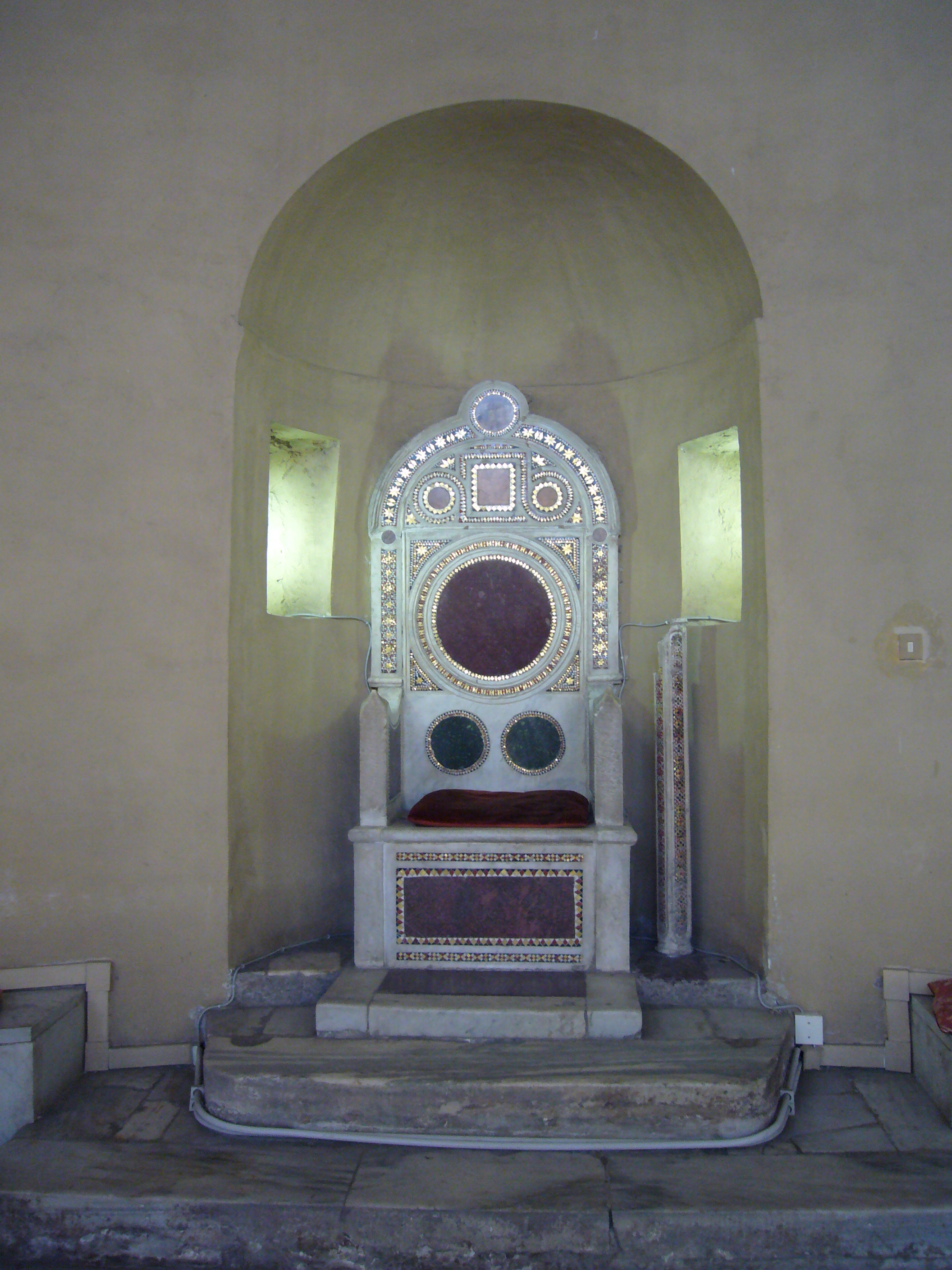
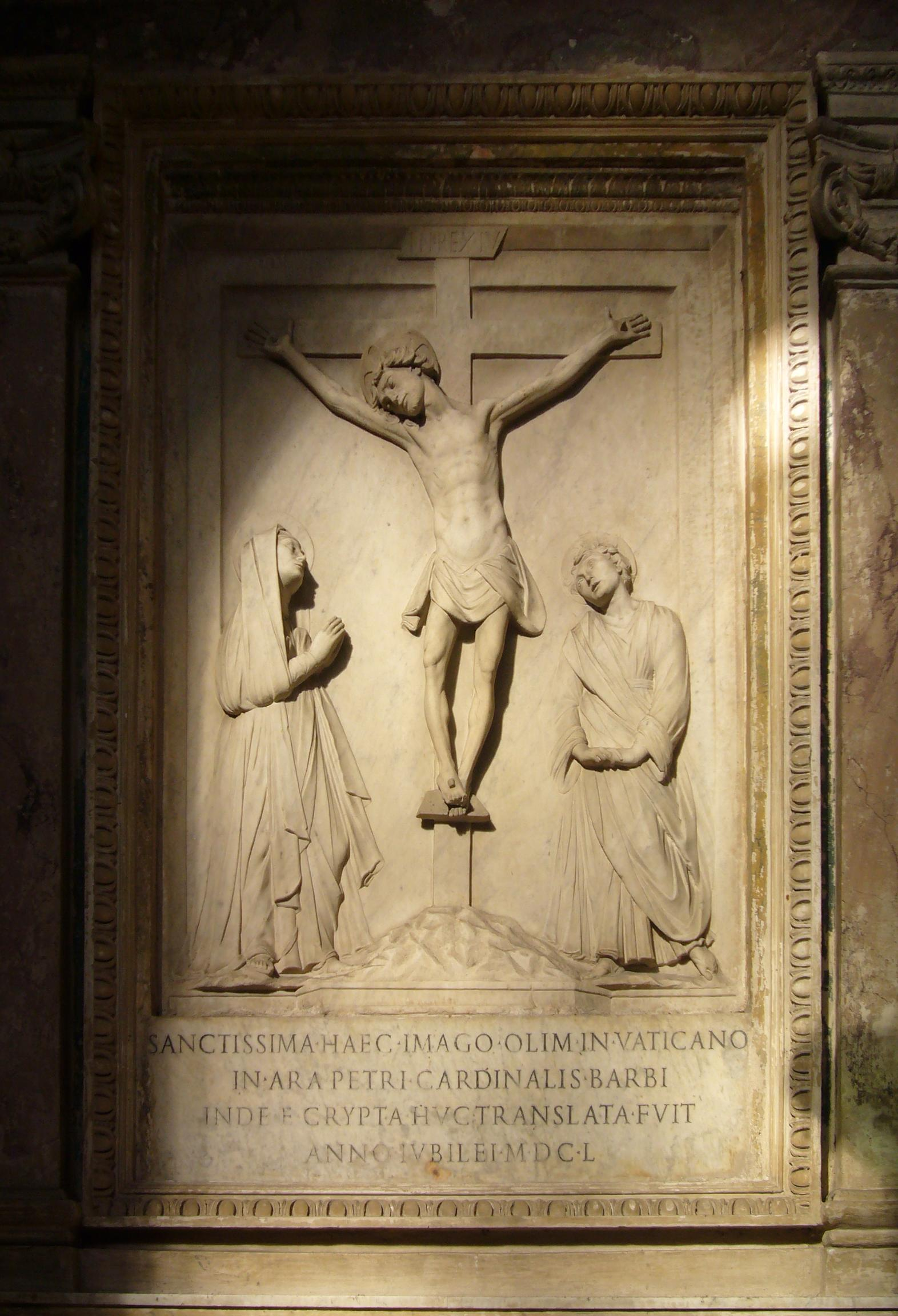
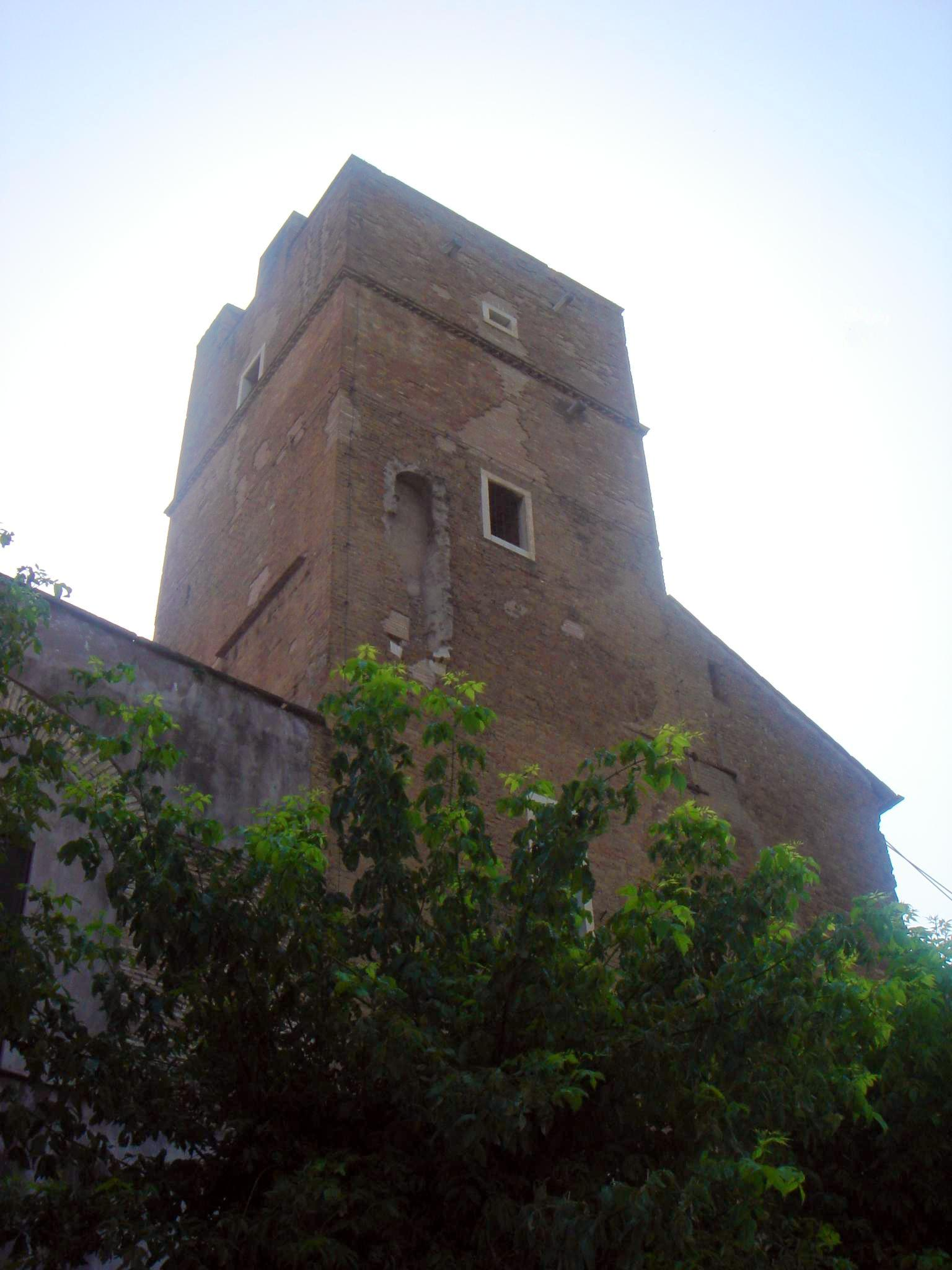
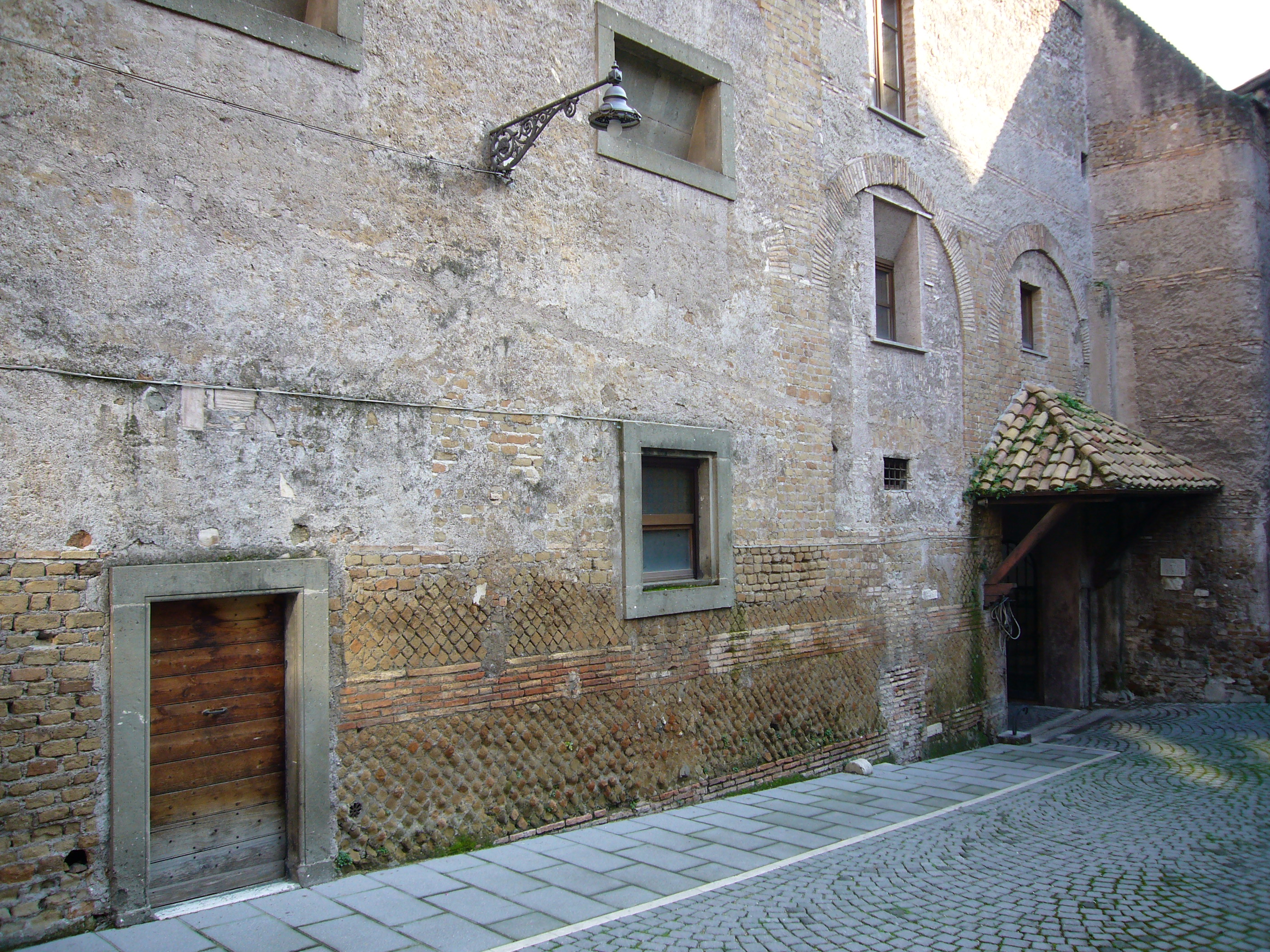
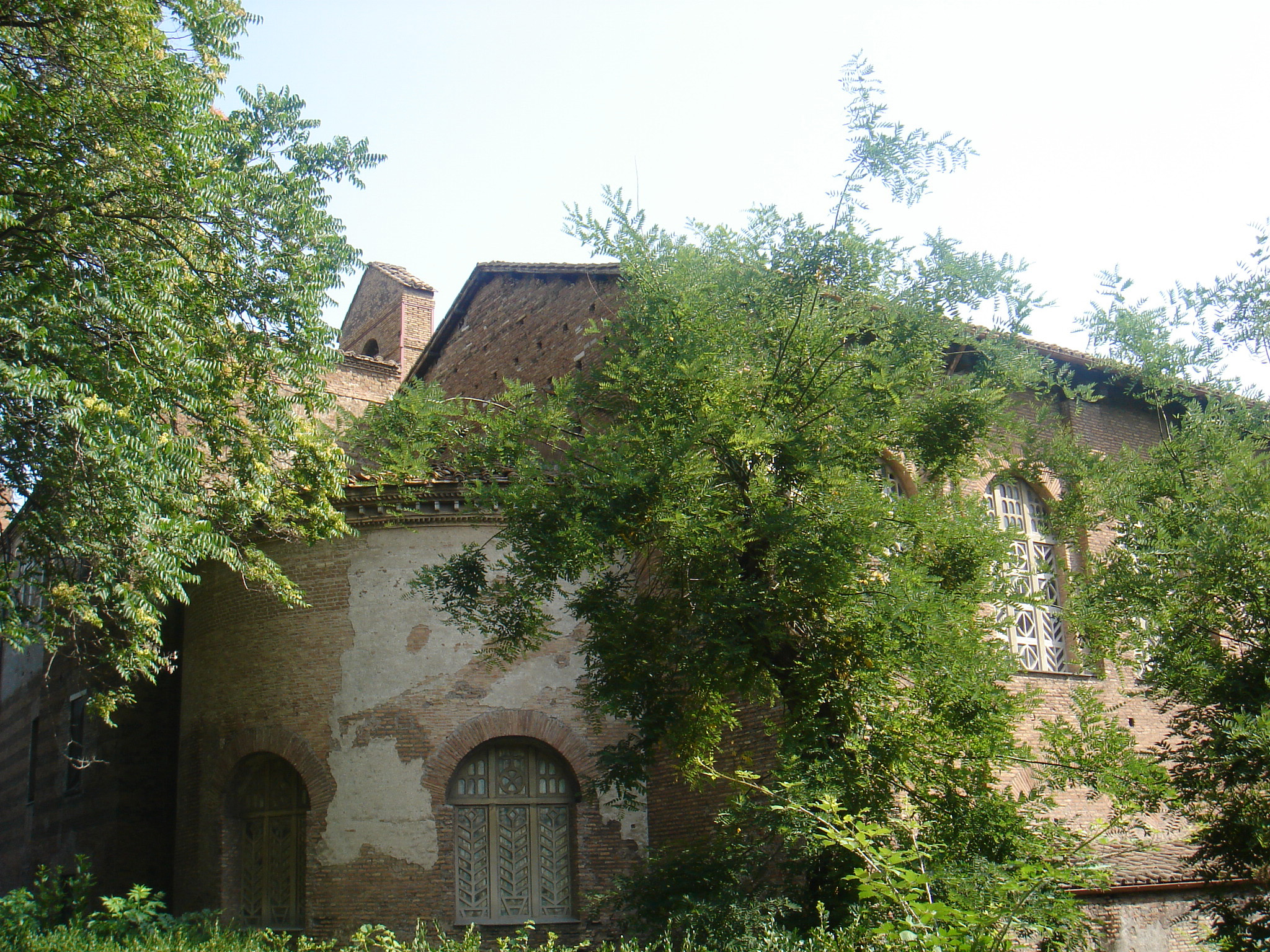
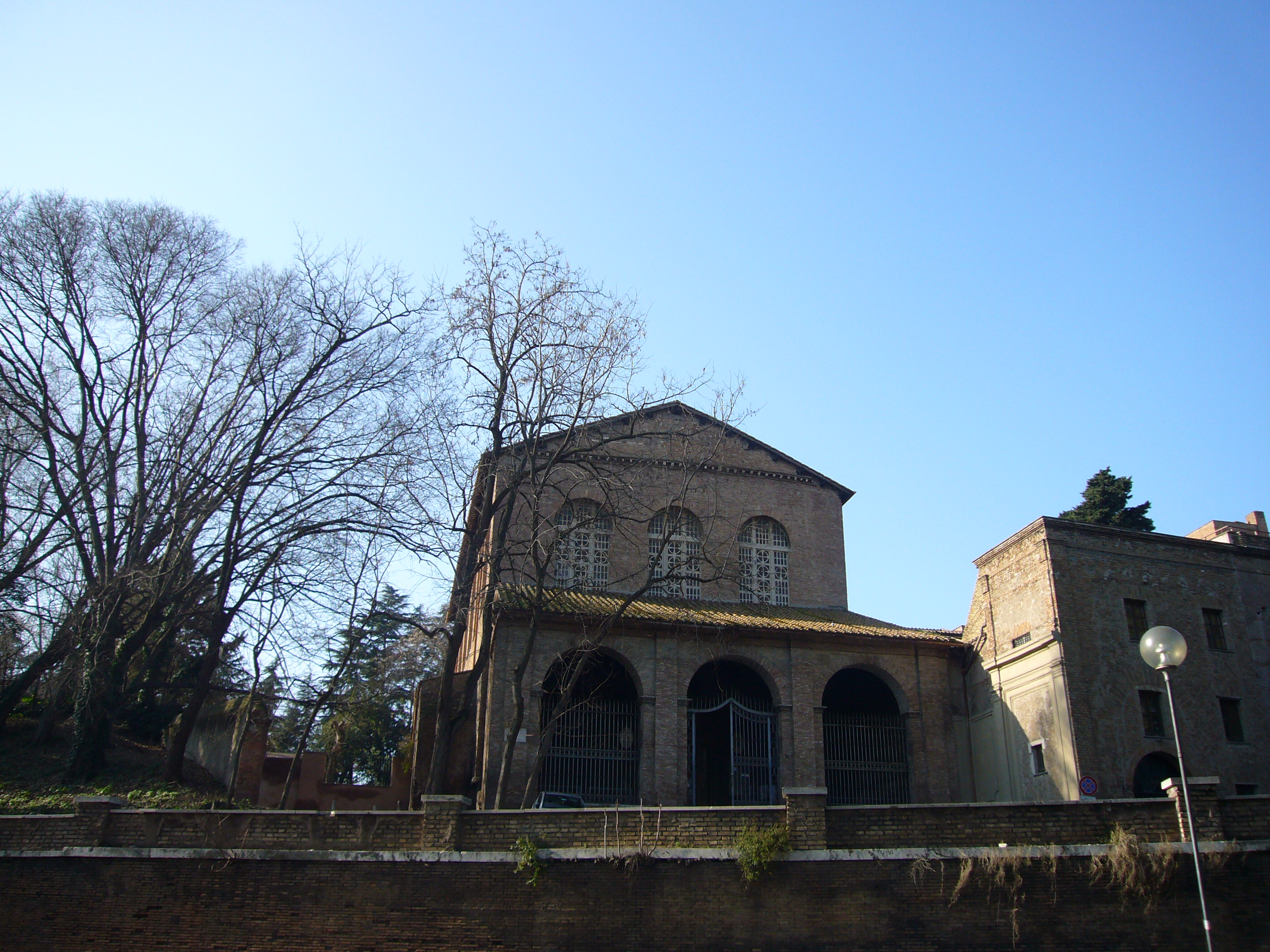
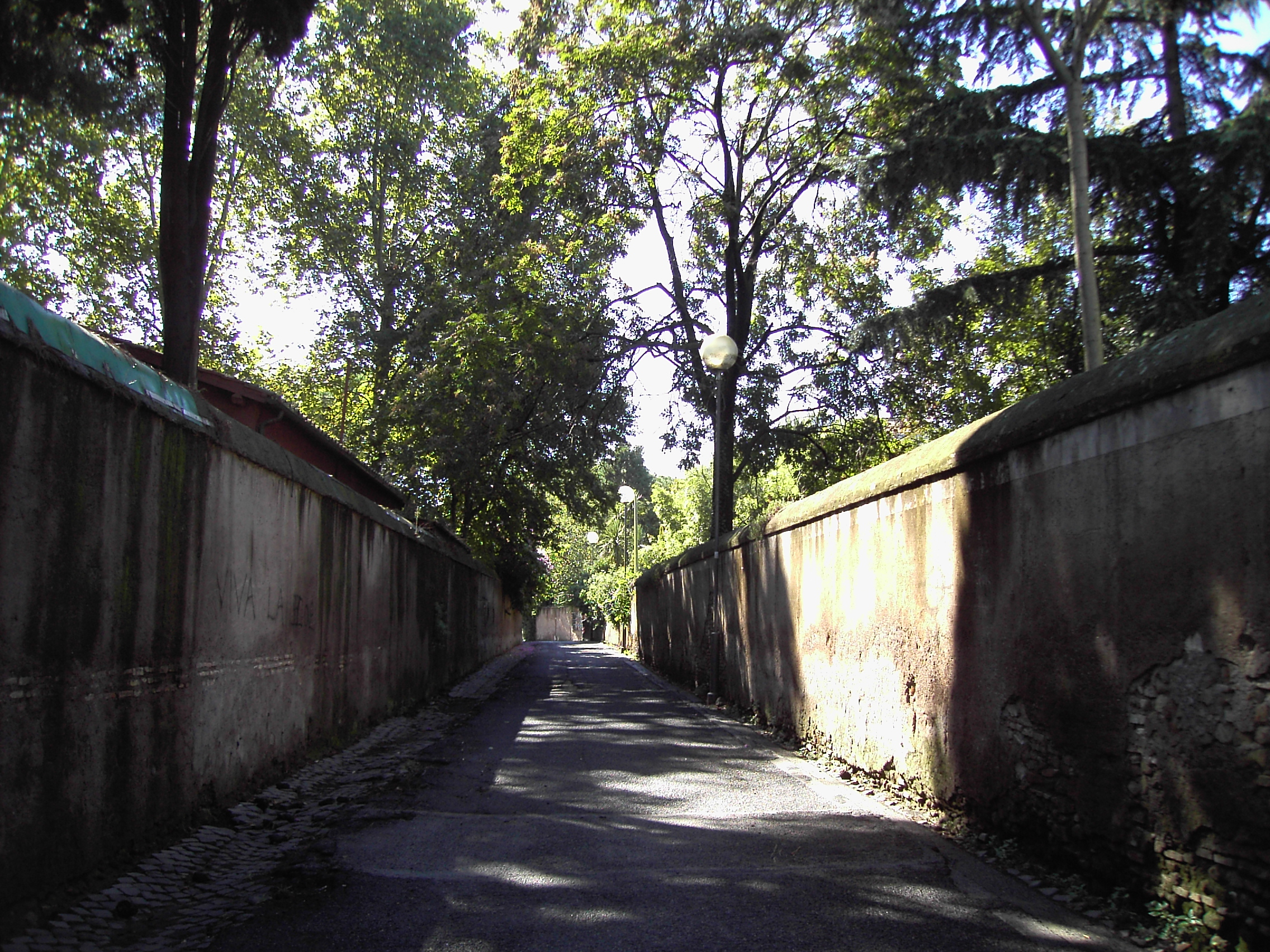
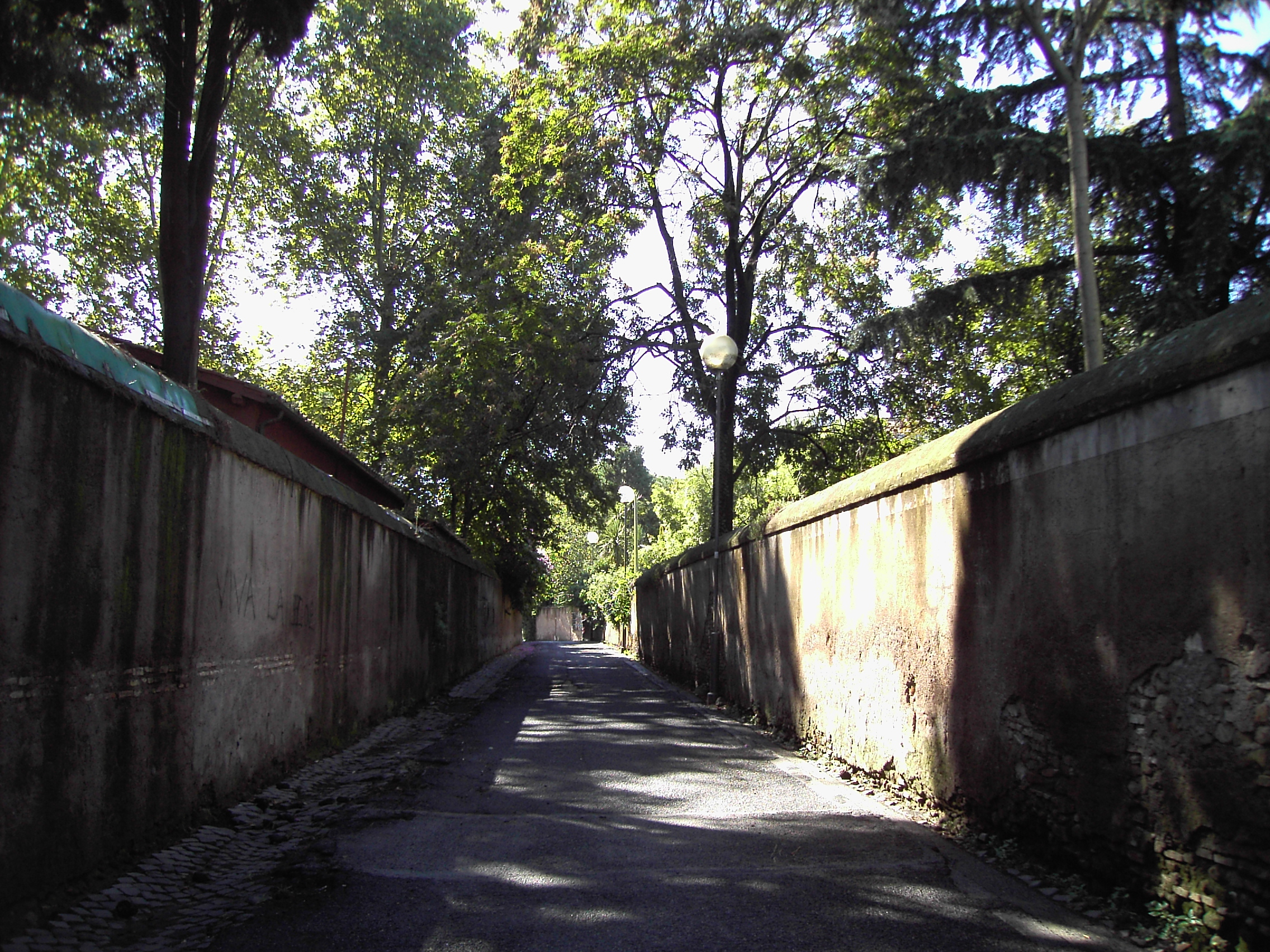
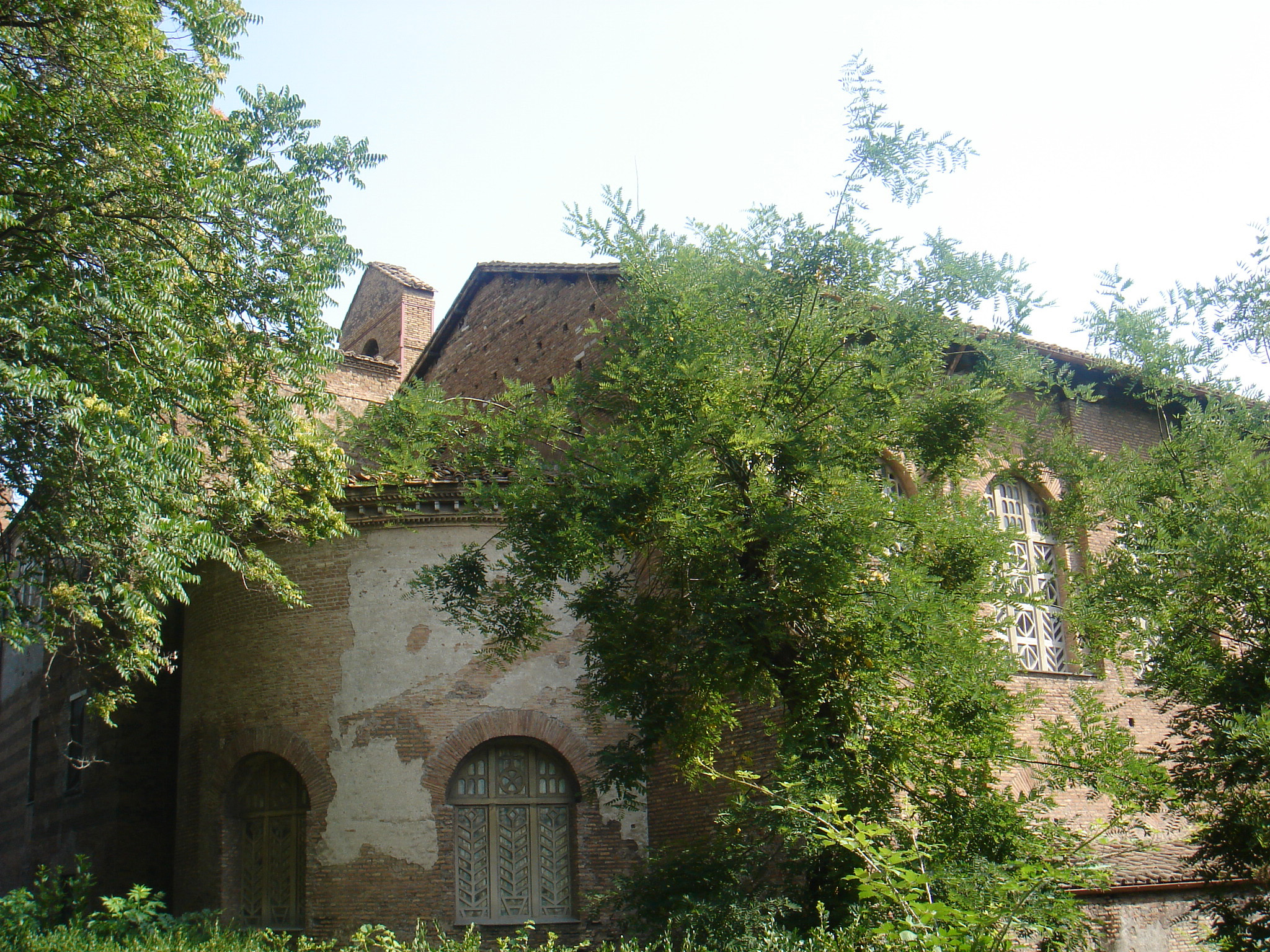
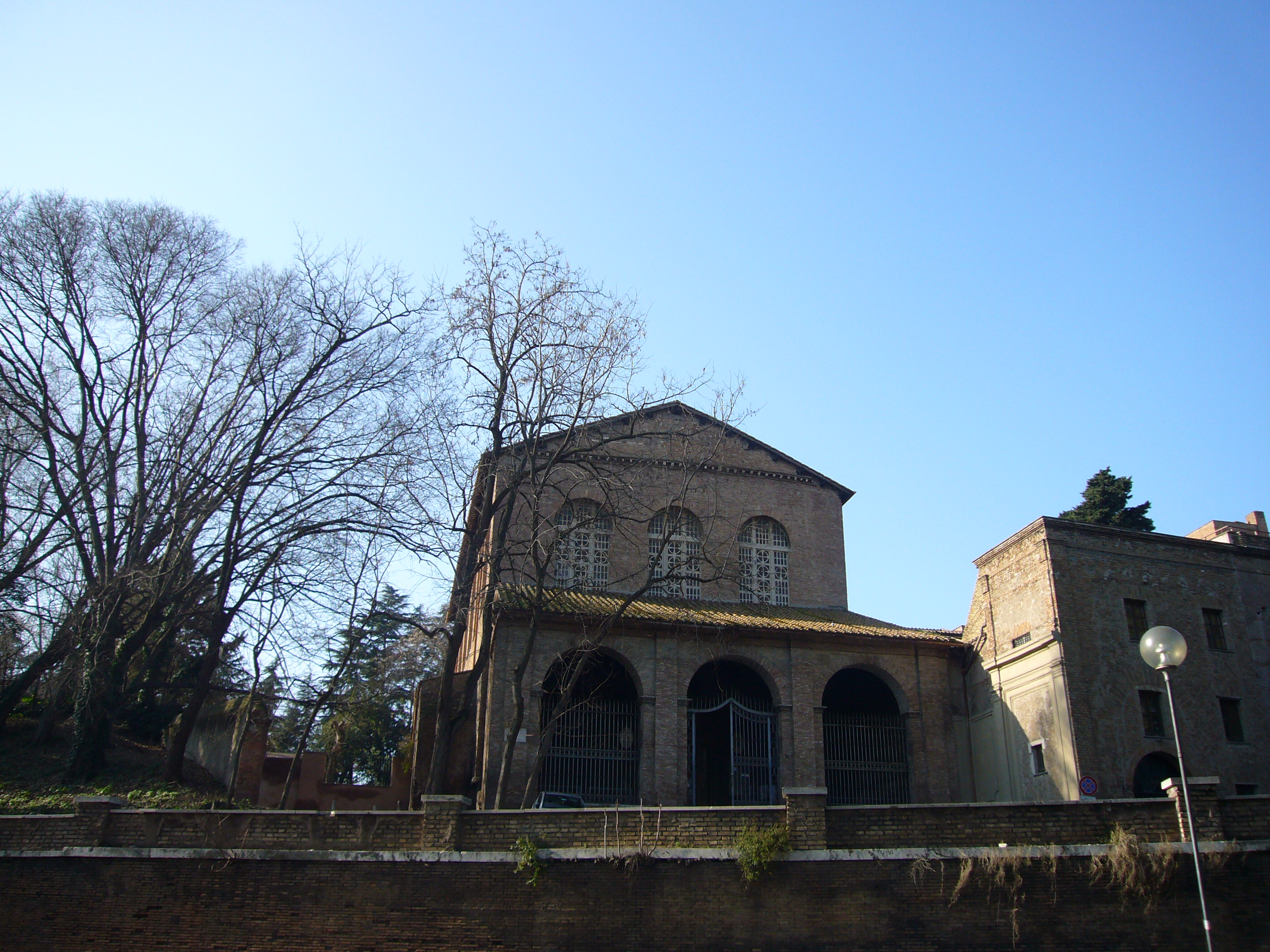
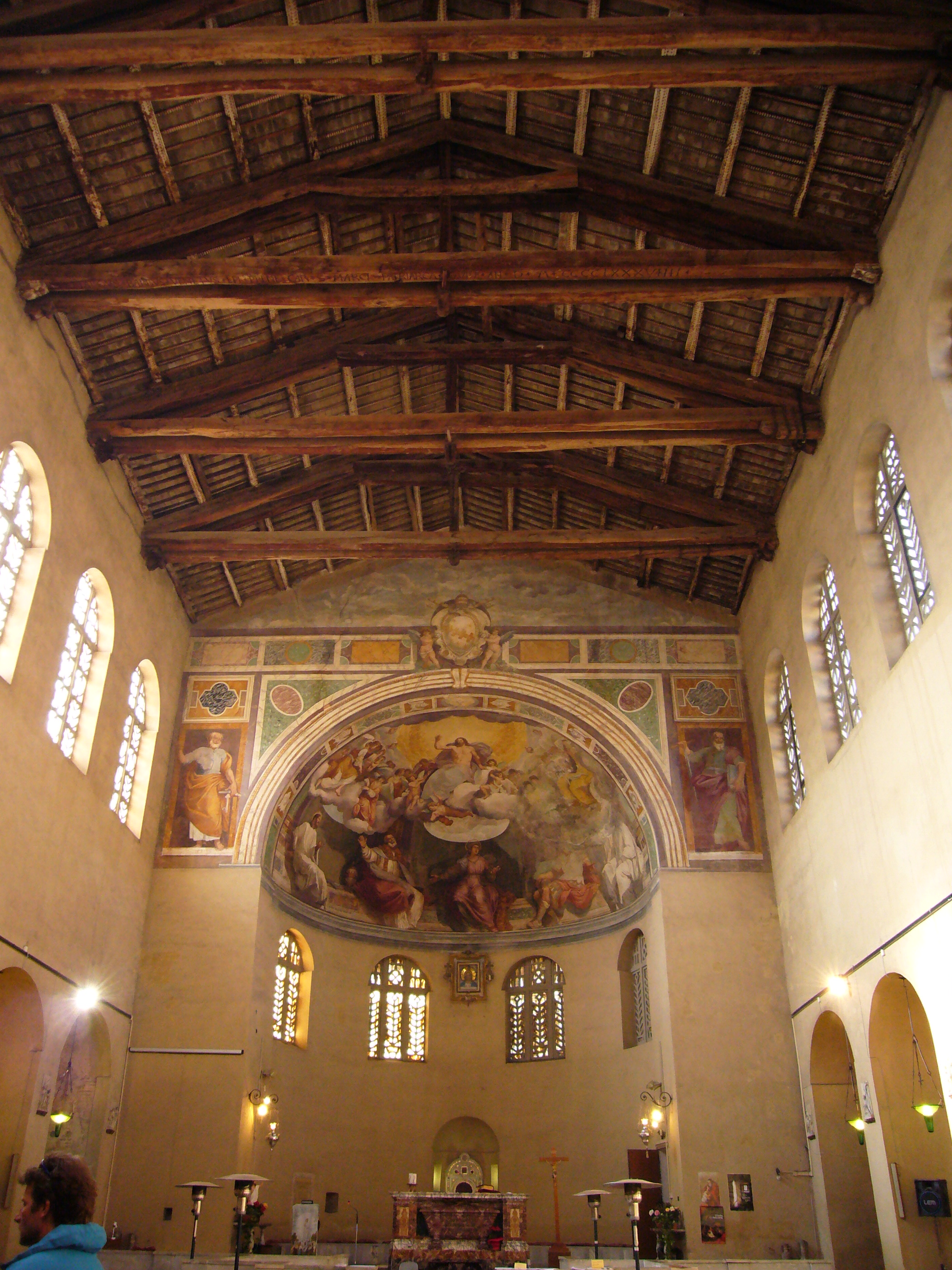
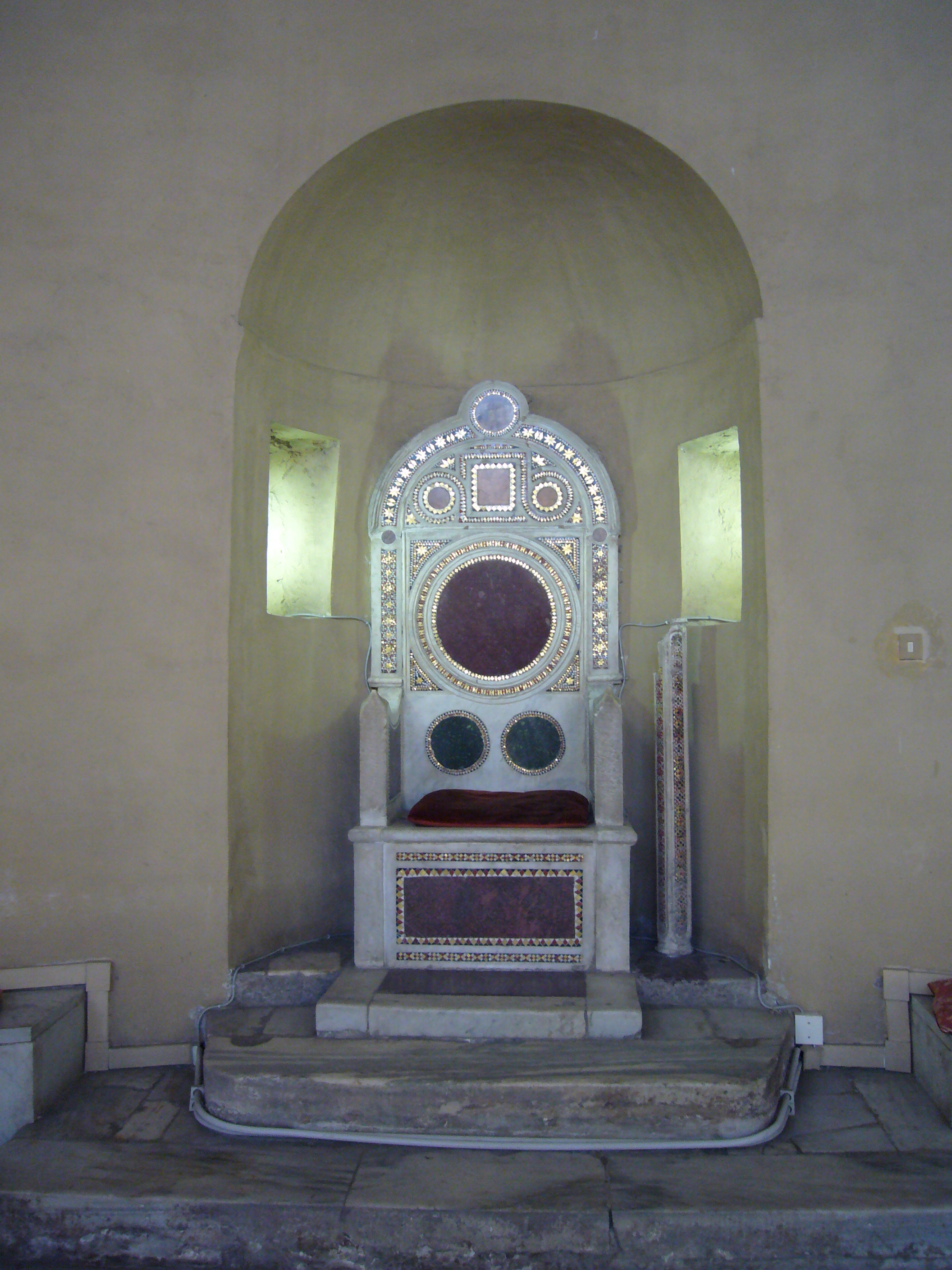
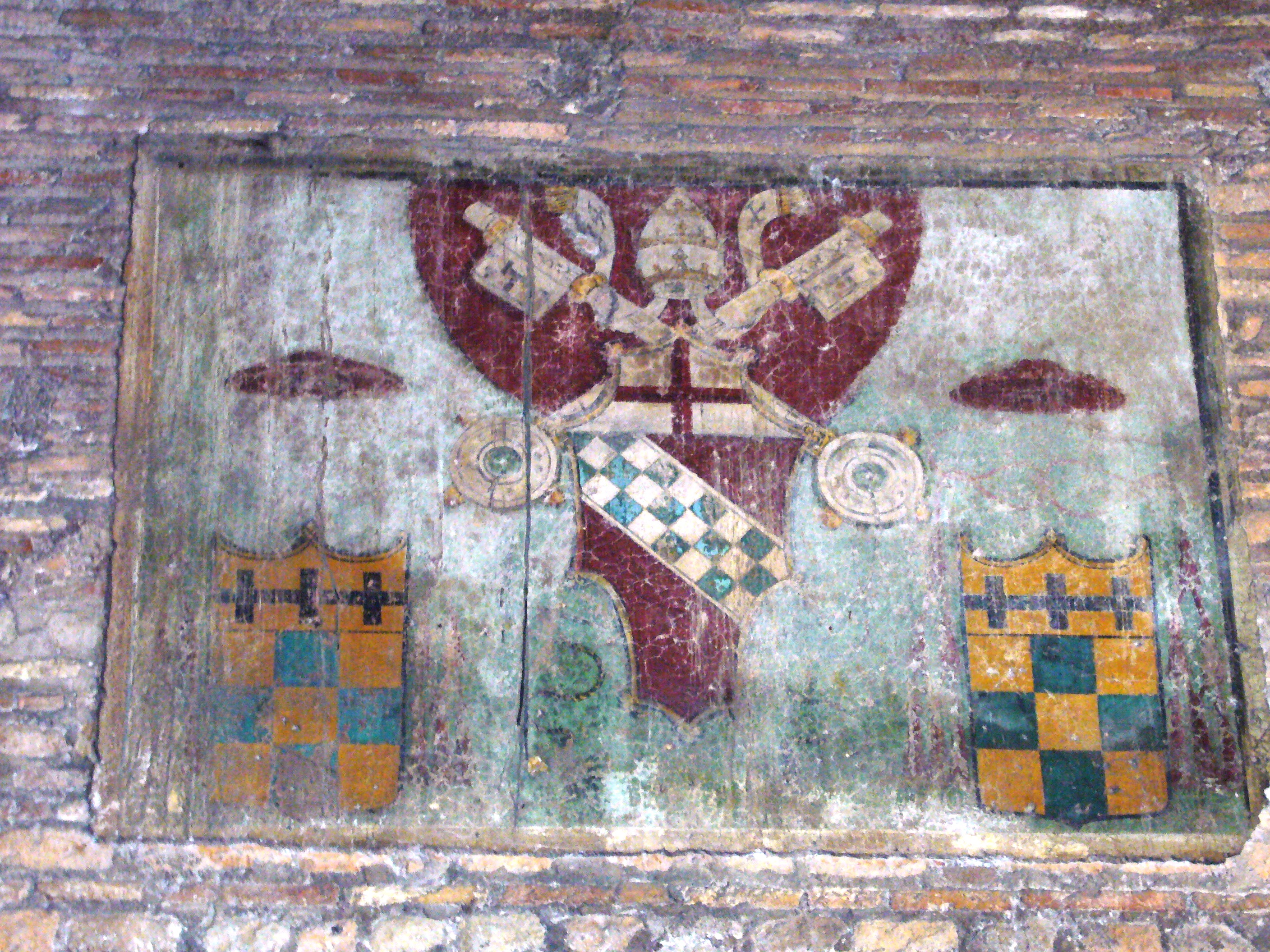
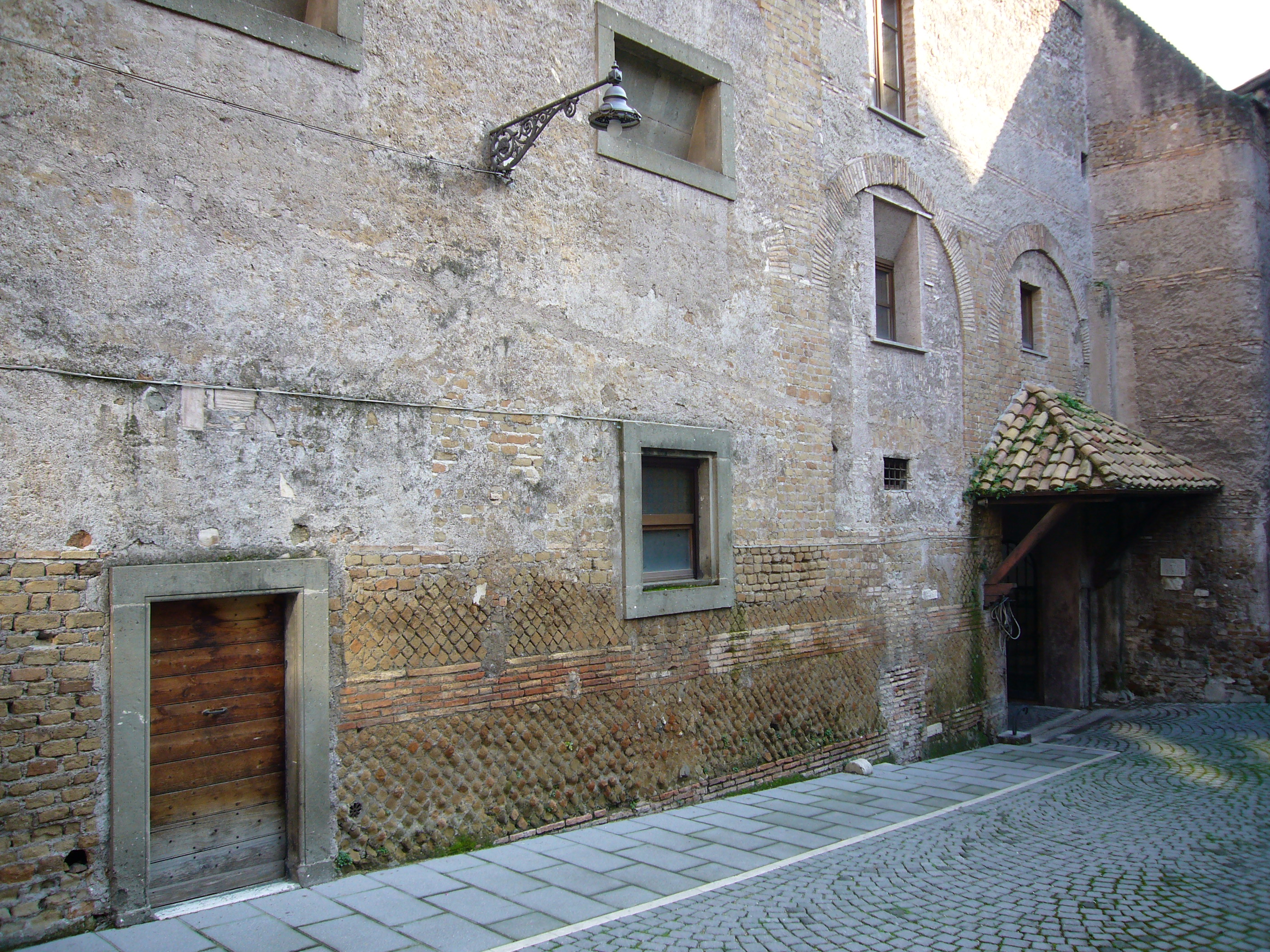
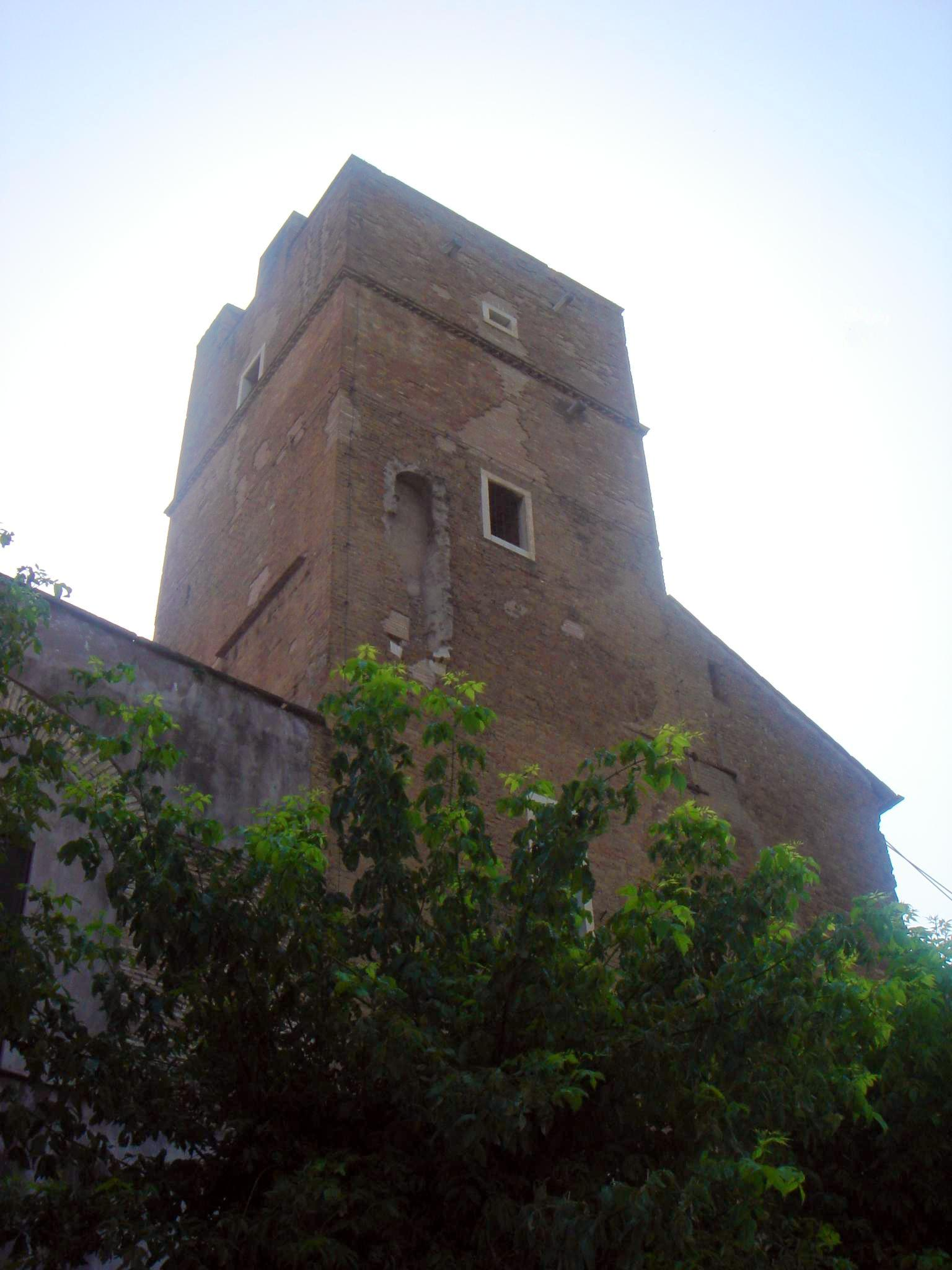